# Натамицин
Натамици́н (пимарицин, торговое наименование: «Пимафуцин») — противогрибковый препарат (антимикотик). Используется для лечения и профилактики неинвазивного кандидоза кишечника, инфекций кожи и слизистых оболочек, вызванных Candida или другими чувствительными дрожжевыми, дрожжеподобными грибами или дерматофитами (баланопоститы, отомикозы).
Также используется в качестве консерванта в пищевой промышленности как пищевая добавка E235.
Всасывание натамицина с кожи и слизистых оболочек (включая слизистые оболочки ЖКТ) не происходит, поэтому он не применяется для лечения системного кандидоза.
Натамицин был открыт в 1955 году и одобрен для медицинского применения в Соединённых Штатах в 1978 году. С 2012 года натамицин включён в Перечень жизненно необходимых и важнейших лекарственных препаратов.

## История
Натамицин был впервые выделен в 1955 году из ферментационного бульона культуры клеток Streptomyces natalensis. Первоначально он был назван пимарицином в честь Питермарицбурга, где был приобретён Streptomyces natalensis. Позже пимарицин был переименован после того, как Всемирная организация здравоохранения (ВОЗ) обязала антибиотики, продуцируемые Streptomyces, оканчиваться на –мицин. Название натамицин было выбрано в связи с названием вида natalensis.

## Применение

### Медицина
Натамицин используется для лечения грибковых инфекций, включая Candida, Aspergillus, Cephalosporium, Fusarium и Penicillium. Применяется местно в виде крема, глазных капель или (при инфекциях полости рта) в виде пастилки. Натамицин показывает незначительную абсорбцию в организме при введении этими способами. При приёме внутрь практически не всасывается из желудочно-кишечного тракта, что делает его неподходящим для системных инфекций. Пастилки с натамицином также назначают для лечения дрожжевых инфекций и молочницы полости рта.

### Пищевая промышленность
Натамицин одобрен как безопасная пищевая добавка с номером Е235 регулирующими пищевыми агентствами более чем в 150 странах мира. На всей территории Европейского Союза он одобрен только в качестве поверхностного консерванта для некоторых сыров и вяленых колбасных изделий.
Натамицин десятилетиями использовался в пищевой промышленности в качестве барьера для роста грибков в молочных продуктах и других продуктах питания. Натамицин имеет несколько преимуществ по сравнению с другими пищевыми консервантами, поскольку он имеет нейтральное вкусовое воздействие и меньшую зависимость от pH Его можно наносить различными способами: в виде водной суспензии (например, смешанной с рассолом), которую распыляют на продукт или в которую погружают продукт, или в виде порошка (вместе с агентом, препятствующим слеживанию, таким как целлюлоза), посыпанным на продукт или смешанным с ним.
Хотя в настоящее время натамицин не одобрен для использования в мясных продуктах в Соединённых Штатах, в некоторых странах разрешено наносить натамицин на поверхность сухих и ферментированных колбас, чтобы предотвратить рост плесени на оболочке. Кроме того, натамицин одобрен для использования в различных молочных продуктах в Соединённых Штатах. В частности, натамицин обычно используется в таких продуктах, как сливочные сыры, творог, сметана, йогурт, тёртые сыры, сырные ломтики и упакованные салатные смеси. Одной из причин, по которой производители продуктов питания используют натамицин, является замена консерванта сорбиновой кислоты.

## Безопасность
Натамицин не обладает острой токсичностью. В исследованиях на животных самый низкий уровень LD50 составлял 2,5-4,5 г/кг массы тела животного. У крыс LD50 составляет ≥2300 мг/кг, а дозы 500 мг/кг/день в течение 2 лет не вызывали заметных различий в выживаемости, росте или частоте опухолей. Метаболиты натамицина также не обладают токсичностью. Продукты распада натамицина при различных условиях хранения могут иметь более низкий LD50, чем натамицин, но во всех случаях цифры довольно высоки. У людей доза 500 мг/кг/день, повторяемая в течение нескольких дней, вызывала тошноту, рвоту и диарею.
Нет доказательств того, что натамицин, как на фармакологических уровнях, так и на уровнях, встречающихся в качестве пищевой добавки, может нанести вред нормальной кишечной флоре, но окончательные исследования могут быть недоступны. Однако у некоторых людей может проявляться аллергия на натамицин.
Управление по санитарному надзору за качеством пищевых продуктов и медикаментов (FDA) считает натамицин «общепризнанным безопасным» (GRAS) в качестве пищевой добавки Е235. Натамицин указан в Постановлении Комиссии (ЕС) № 231/2012 в качестве разрешённой безопасной пищевой добавки и отнесён к категории «Добавки, отличные от красителей и подсластителей». Европейское агентство по безопасности пищевых продуктов (EFSA) в 2009 году сочла предлагаемые уровни использования и потребления натамицина безопасными для человеческого здоровья, однако не смогло установить допустимое суточное потребление (ДСП) из-за сложности интерпретации данных на животных. По данным Объединённого экспертного комитета ФАО/ВОЗ по пищевым добавкам (JECFA), ДСП натамицина составляет 0,3 мг/кг массы тела, установленного в 1976 году.

## Механизм действия
Натамицин ингибирует рост грибов путём специфического связывания с эргостеролом, присутствующим в мембранах грибковых клеток. Натамицин ингибирует белки, переносящие аминокислоты и глюкозу, что приводит к потере транспорта питательных веществ через плазматическую мембрану. Хотя это связывание является обратимым, связывание эргостерола действует как универсальный механизм ингибирования грибков, позволяя натамицину воздействовать на различные грибковые патогены от дрожжей Saccharomyces до плесневых грибов Aspergillus. Натамицин является уникальным среди родственных противогрибковых средств именно потому, что он непосредственно не вызывает проницаемости мембран. Считается, что структурно родственные антибиотики с аналогичными связывающими свойствами продуцируют гидрофильные каналы, которые обеспечивают утечку ионов калия и натрия из клетки.
Натамицин обладает очень низкой растворимостью в воде; однако натамицин эффективен при очень низких концентрациях. Его минимальная ингибирующая концентрация составляет менее 10 частей на миллион для большинства форм.

## Биохимия
Натамицин продуцируется в качестве вторичного метаболита некоторыми видами Streptomyces: S. natalensis, S. lydicus, S. chattanoogensis и S. gilvosporeus. Структурно его ядро представляет собой макролид, содержащий полиеновый сегмент с присоединёнными группами карбоновой кислоты и микозамина. Как и в случае с другими полиеновыми антимикотиками, биосинтез начинается с серии модулей поликетидсинтазы, за которыми следуют дополнительные ферментативные процессы для окисления и присоединения заместителей.
Натамицин производится в промышленных масштабах путём ферментации различных штаммов Streptomyces, включая S. chattanoogensis L10.